# Abacavir
Abacavir é um fármaco utilizado pela medicina como antiviral, contra o HIV. Foi aprovado pelo FDA para uso em adultos e crianças em 1999. Está na Lista de Medicamentos Essenciais da Organização Mundial da Saúde.

## Mecanismo de ação
Age como inibidor da transcriptase reversa, possuindo seletividade pelo HIV1 e HIV2. Isto leva a terminação da cadeia de ácido núcleico e na interrupção do ciclo de replicação viral.

## Efeitos terapêuticos
O Abacavir é um nucleosídeo análogo, ou seja, inibe a reprodução do vírus através da obstrução da formação de seus materiais genéticos (por exemplo, RNA e DNA). Considera-se que o Abacavir prejudica a habilidade de reprodução do vírus, mas não constitui uma "cura" para a AIDS já que a droga não erradica totalmente a presença do vírus no corpo.
Os resultados de uma série de estudos sugerem que o abacavir é mais eficaz quando usado num regime de terapia combinada tripla.
Outros estudos indicam que a resistência múltipla do uso do AZT concominantemente com a Lamivudina (3TC) praticamente invalida o uso posterior do Abacavir.